# Битва при Экерене
Битва при Экерене (фр. Bataille d'Ekeren, нидерл. Slag bij Ekeren) — сражение, произошедшее 30 июня 1703 года близ Экерена в Испанских Нидерландах (ныне Бельгия), в ходе Войны за испанское наследство. Победителем в этой битве себя признали обе стороны: французы, потому что вынудили голландцев бежать с поля боя; голландцы, потому что смогли избежать больших жертв при подавляющем численном преимуществе противника.

## Перед сражением

План битвы при Экерене. 1703 год

После взятия Бонна 15 мая герцог Мальборо хотел завоевать Остенде и Антверпен или вынудить французов к открытому сражению. Он приказал генералу Кугорну выдвинуться в Остенде и осадить его. Голландский генерал фон Шпарре должен был выступить на юго-запад от Антверпена, Якоб Обдам на юг от Берген-оп-Зома, а сам Мальборо на Лир.
Обдаму пришлось послать несколько своих батальонов, чтобы присоединиться к Кугорну. Истощенные силы Обдама 28 июня прошли маршем из Берген-оп-Зома в Антверпен. Он прибыл на следующий день в Экерен, в семи километрах к северу от Антверпена, чуть южнее голландского форта Лилло.
Узнав об этом, Франсуа Вильруа послал отряд, направлявшийся из Диста, чтобы поддержать войска, уже находящиеся вокруг Антверпена, и атаковать силы Обдама, прежде чем они смогут окопаться или получат подкрепление.

## Сражение

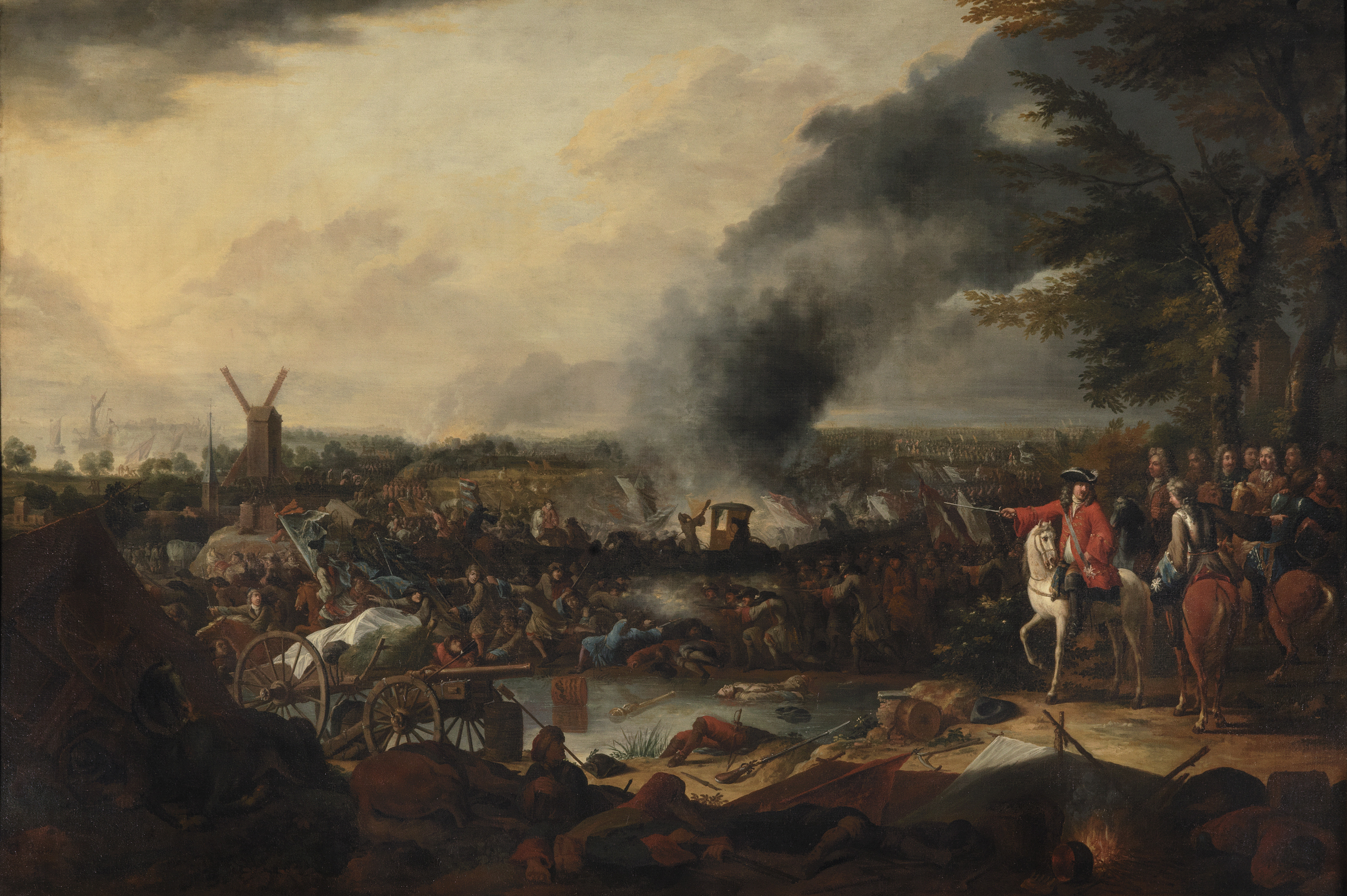
Битва при Экерене (автор Каспер Броерс)

Рано утром 30 июня французские драгуны двинулись из Мерксема и Экерена в направлении Капеллена, чтобы отрезать путь отступления близ Ховенена, чтобы голландцы могли вернуться в Бреду и Берген-оп-Зом. Исидоро де ла Куэва и его испанские войска расположились близ Вильмарсдонка. Это гарантировало, что голландские войска были окружены со всех сторон силами, превосходящими их по численности в четыре раза.
Вскоре голландская разведка обнаружила французские войска, и Обдам немедленно послал свою кавалерию в Ховенен, но было слишком поздно, деревня была занята французскими войсками. Попытка завоевать соседний Муйсбрук также провалилась. Затем французы атаковали, и Обдам попытался взять Оордерен. Атака поначалу была успешной, но французы отбили деревню.
Бои продолжались весь день. Голландская выучка и хорошее командование компенсировали нехватку голландцев в численности. Ближе к концу у многих подразделений закончились боеприпасы, и несколько голландских подразделений продолжали сражаться только штыками. К восьми часам генерал Слангенбург решил атаковать Оордерен, чтобы форсировать прорыв в безопасное место. Голландское командование послало своих людей вброд по воде, появившись там, где французы их не ожидали. Здесь тоже бои были долгими и тяжелыми, но атака увенчалась успехом: окружение было прорвано, и голландские войска смогли под покровом ночи отступить в форт Лилло.

## Результаты
Битва еще не закончилась, но обе стороны заявили о своей победе. Голландцы, потому что они вытеснили французов с поля боя, позволив уступающим в численности голландцам отступить в безопасное место, а французам, потому что они заняли поле битвы на следующий день. Обе стороны также апеллировали к внешним признакам победы, таким как захваченные знамена и штандарты. Битва мало что значила в стратегическом отношении. Голландцы отошли на несколько километров, заняв тактически более выгодную позицию, а отряд Буфлера вернулся, как ни в чем не бывало, к основной армии французов. Ситуация во Фландрии мало изменилась. Шансы на успех планов союзников не увеличились и не уменьшились. И до, и после битвы все зависело от действий главных армий Мальборо и Виллеруа.
Буффлера обвинили в том, что он упустил прекрасный шанс. Людовик XIV был настолько недоволен им, что не только лишил его в дальнейшем верховного командования, но и не позволял ему больше руководить войсками в открытом поле, за исключением 1709 года.